# Dipturus lamillai
Dipturus lamillai — вид скатів родини ромбових скатів (Rajidae). Описаний у 2019 році. Поширений на південному заході Атлантики навколо Фолклендських островів. Раніше скати у цій місцевості вважалися популяцією виду Zearaja chilensis. Проте молекулярний аналіз 2019 року показав, що тут мешкає новий криптичний вид, який морфологічно схожий, але відрізняється на генетичному рівні. Вид названо на честь чилійського зоолога Хуліо Ламільї.